# Cirrospilus phorbas
Cirrospilus phorbas är en stekelart som beskrevs av Walker 1838. Cirrospilus phorbas ingår i släktet Cirrospilus och familjen finglanssteklar. Inga underarter finns listade i Catalogue of Life.